# مارسيلينو فارغاس
مارسيلينو فارغاس (بالإسبانية: Marcelino Vargas)‏ (1921 بباراغواي - ) هو لاعب كرة قدم باراغواياني في مركز حراسة المرمى، شارك في كأس أمريكا الجنوبية 1955 وكأس العالم 1950. وشارك مع منتخب باراغواي لكرة القدم. أما مع النوادي، فقد لعب مع نادي ليبرتاد وديبورتيفو بيريرا.

## وصلات خارجية
- مارسيلينو فارغاس على موقع الاتحاد الدولي (مؤرشف)  (الإنجليزية)
- مارسيلينو فارغاس على موقع قاعدة بيانات كرة القدم.إي يو (الإنجليزية)
- مارسيلينو فارغاس على موقع ناشيونال فوتبول تيمز (الإنجليزية)
- مارسيلينو فارغاس على موقع Soccerway.com (الإنجليزية)
- مارسيلينو فارغاس على موقع عالم كرة القدم.نت (الإنجليزية)